# Saurida pseudotumbil
Espèce
Statut de conservation UICN

 DD 4 février 2009 : Données insuffisantes
Saurida pseudotumbil est une espèce de poissons marins de la famille des Synodontidae.

## Systématique
L'espèce Saurida pseudotumbil a été décrite pour la première fois en 1981 par les ichtyologues indiens Someshwar Dutt (d) & J. Vidya Sagar (d).

## Répartition
Cette espèce est endémique de l'océan Indien, et se retrouve uniquement au large des côtes orientales de l'Inde.

## Description
Adulte Saurida pseudotumbil mesure entre 219 et 327 mm de longueur totale.
Cette espèce se trouve principalement sur le plancher océanique au large.
Il s'agit d'un poisson allongé, à la mâchoire proéminente dont le ventre est clair, pratiquement blanc, et dont le dos est gris-brun, semblable aux sédiments, variant par nuance, mais sans aucune tâche.
L'espèce se distingue de Saurida tumbil de par sa nageoire pectorale très légèrement plus courte, n'atteignant pas le niveau de ses nageoires pelviennes.
Elle se distingue également des autres espèces du genre présentes dans l’océan Indien de par l'absence totale de tâche sur le corps.

## Étymologie
Son épithète spécifique, pseudotumbil, fait référence à son apparence, qui ne permet pas de le distinguer directement de Saurida tumbil.

## Publication originale
- (en) Someshwar Dutt et J. Vidya Sagar, « Saurida pseudotumbil -- a new species of lizardfish (Teleostei: Synodidae) from Indian coastal waters », Proceedings of the Indian National Science Academy Part B Biological Sciences, vol. 47, no 6,‎ 1981, p. 845-851